# Gümüşkavak, Alanya
Gümüşkavak là một xã thuộc huyện Alanya, tỉnh Antalya, Thổ Nhĩ Kỳ. Dân số thời điểm năm 2011 là 670 người.